# 玉川良一
玉川 良一（たまがわ りょういち、本名：新井良雄、1924年〈大正13年〉10月15日 - 1992年〈平成4年〉10月14日）は、日本の俳優・声優・コメディアン・浪曲師。群馬県前橋市出身。
景山聖子の父・新井克昌（作家）は甥。

## 人物と芸風
7人兄弟の末っ子。幼少時に他家へ養子に出され、栃木県宇都宮市で育つ。1940年に17歳で単身上京し、関東節の任侠物で人気絶頂の二代目玉川勝太郎に入門、玉川良太郎の名で住み込み弟子になったが、便所で師匠の十八番『天保水滸伝』（正岡容作）の稽古をしたことを内儀にとがめられ、破門される。
1944年、20歳で応召。北支戦線を転戦中、余興で披露した浪曲を絶賛され、上官の計らいで演芸慰問部隊に転属される。同僚には山本薩夫（映画監督）らが居た。1946年に復員し帰国、1951年から一座を率いてドサ回りの旅を東北地方などで10年続ける。
1955年に再上京。泉和助の世話で浅草に落ち着き、玉川良一に改名。浪曲声帯模写で浅草松竹演芸場や日本劇場、国際劇場で人気を博す一方、東けんじと漫才コンビ「Wコント」を結成し、千日前大阪劇場やなんば花月等に出演。翌年には新宿フランス座で活躍していた三波伸介を大阪に呼び、コント「おとぼけガイズ」を旗揚げ。これが当って関西ローカルのテレビにも進出したが活動期間は1年弱ほどで、自然消滅に近い状態で1957年頃解散した。これは活動展開で意見が分かれ玉川のピン芸人としての仕事が増えたこと、東の酒癖の悪さと仕事上の怠慢から活動が不安定になったことへ三波が見切りをつけ東京の活動復帰で終結した。
その後は俳優の杉山俊夫と組んで、『キイハンター』のコメディ系のストーリーでは、セミレギュラーとして数多くのゲスト出演する一方、ピンのコメディーリリーフとして、演芸番組、バラエティ番組でも活躍。1974年放送の『元祖どっきりカメラ』（日本テレビ）では、玉川が熊のぬいぐるみを着てターゲットを脅かすつもりが、猟師（実はこちらが仕掛け人）に銃口を向けられる逆どっきりに遭い、「俺だよ俺だよ、玉川だよ!」と叫んで命乞いをする光景が、番組を語る上で欠かせないものとなっている。他にも、同番組では幾度となくだまされており、故郷に玉川の銅像を建てたので除幕式に来て欲しいとのニセ依頼を真に受け、恭しく銅像の幕を引き下ろしたところ、そこには銅像はなく子門真人が土台から顔を出してきたため、あぜんとして数秒間動きが止まったこともあった。
作詞家、台本作家としても活動し、ピンク映画出演歴もある。誕生日前日の1992年10月14日、急性心不全のため死去。67歳没。

## 出演作品

芦田伸介（左）とともに

### テレビドラマ
- 特別機動捜査隊（NET / 東映）
  - 第18話「影の牙」（1962年）
  - 第350話「ママが怖い」（1967年）
  - 第323話「初春寿捕物控 大江戸卍絵図」（1968年） - 玉助
  - 第350話「父ちゃんの馬鹿」（1968年）
  - 第793話「季節労働者哀歌」（1977年） - 伊藤万作
- 素浪人　月影兵庫（1965年、NET / 東映）- 語り手　※第1話 〜 第15話
- オットいただき（1966年、NET / 東映）
- 三匹の侍 第5シリーズ 第20話「白い幻花」（1968年、フジテレビ） - 猟師小屋の親爺
- キイハンター（TBS / 東映）
  - 第7話「ギャング同盟」（1968年） - 和久井
  - 第18話「新ギャング同盟」（1968年） - 和久井
  - 第76話「日本アパッチ族大酋長」（1969年） - シンジケートボス・アパッチ、結婚詐欺師・鷺沼の二役
  - 第88話「スパイ忠臣蔵・前編」 ～ 第89話「国際殺人銀行奇襲作戦」（1969年） - 早野勘平
  - 第99話「ガイ骨はスキーがお上手」（1970年） - 岩井
  - 第113話「殺人鬼と仲良し大作戦」（1970年） - サミー
  - 第137話「葬式ニセ札強盗団」（1970年）
  - 第149話「それ行け! がい骨強盗団」（1971年）
  - 第154話「サギ師の皆様ふところにご用心!」（1971年） - 仕立てや金次
  - 第166話「ヨーイ・ドン! 赤頭巾で殺人ごっこ」（1971年） - 雨森
  - 第171話「お化け怪獣大戦争」（1971年）
  - 第194話「殺人コンピューター貸します」（1971年） - 花岡三郎
  - 第199話「ヨーイ・ドン! 日米ボウリング大作戦」（1972年） - 野呂
  - 第209話「がい骨は赤と緑のパンツが大好き!」（1972年） - ギャングのボス・山猫、どぶ鼠の二役
  - 第247話「食いしん坊ギャング南国道中記」（1972年）
- 風 第27話「群狼の町」（1968年、TBS / 松竹）
- 意地悪ばあさん 第46話「先祖代々意地悪の巻」（1968年、読売テレビ / C.A.L）
- 大岡越前（TBS / C.A.L）
  - 第2部 第20話「若様誘拐事件」（1971年9月27日） - 髪結い床
  - 第8部 第4話「万病治した娘の真心」（1984年8月6日） - 太吉
  - 第9部 第10話「夫婦の絆は値千両」（1985年12月30日） - 玄雲
- 大江戸捜査網（1970年 - 1984年、東京12チャンネル / 日活→三船プロ→ヴァンフィル）
  - 第23話「大金庫をぶち破れ!」（1971年） - 坂田金助
  - 第65話「江戸っ子義賊夜に泣く」（1972年） - 六助
  - 第633話「涙の再会! 素浪人はぐれ唄」（1984年） - 悟道軒
- フラワーアクション009ノ1 第3話「裏切り寝返り大合戦」（1969年、フジテレビ / 東映） - 伯爵（敵組織の幹部）
- プレイガールシリーズ（12ch / 東映）
  - プレイガール
    - 第32話「女が悪魔に身を売るとき」（1969年）
    - 第78話「暗黒街美少年」（1970年） - 忠太郎
    - 第92話「女は裸でグァム島航路」（1971年） - 次郎
    - 第100話「夢のグァム島殺人事件」（1971年） - 西垣
    - 第107話「狂い咲き残侠伝」（1971年） - 庄次郎
    - 第117話「ギャング父ありき」（1971年） - 玉井銀一
    - 第144話「八丈島(秘)物語」（1972年） - ヒデ
    - 第157話「迫力世界一の女」（1972年） - 沖山
    - 第166話「港で死んだ娘が鴎になった」（1972年） - 天川※特別出演
    - 第184話「真夜中の美少年」（1972年） - サムロ
    - 第242話「温泉風俗マッサージ」（1973年） - 多作
    - 第249話「女の体は非常ベル」（1974年） - 大坪多作
    - 第264話「女は濡れ場で勝負する」（1974年） - 玉村多作
    - 第282話「女の腕だめし」（1974年） - 大綱富五郎

  - プレイガールQ
    - 第37話「女が裸で挑むとき」（1975年） - 警察署長
    - 第53話「全裸で消された謎の女」(1975年） - 森ディレクター
    - 第68話「女は裸で命を守る」（1976年） - 署長
- 新諸国物語 笛吹童子（1972年） - 兵藤権太夫
- おれは男だ!（1971 - 1972年、日本テレビ / 東宝） - 田村勇作（銭湯の主人）
- 飛び出せ!青春 第19話「北海道へは着いたけど」（1972年、日本テレビ / 東宝） - ゆきこの父
- ダイヤモンド・アイ（1973 - 1974年、NET / 東宝/ 国際放映） - 海藤警部
- ご存知遠山の金さん 第29話「謎の恋太鼓」（1974年、NET / 東映） - 近江屋
- 伝七捕物帳（日本テレビ /ユニオン映画）
  - 第29話「老母思いの泥棒兄弟」（1974年） - 太吉
  - 第154話「狙われた赤ン坊」（1977年） - 万吉
- 遠山の金さん 第1シリーズ 第97話「鯨のように飲む男」（1977年、テレビ朝日 / 東映） - 宗五郎
- 新五捕物帳 第3、11話（1977年、日本テレビ / ユニオン映画） - 稲荷町の伊蔵
- 松本清張シリーズ・天城越え（1978年、NHK総合） - 山田警部補
- 若さま侍捕物帳 第9話（1978年、テレビ朝日 / 国際放映 / 前進座）
- 水戸黄門（TBS / C.A.L）
  - 第10部 第7話「ニセ黄門様の大手柄 -袋井-」（1979年9月24日） - 紋兵衛
  - 第15部
    - 第8話「母恋し 五木の子守唄 -熊本-」（1985年3月18日） - 源六
    - 第37話「悪乗り八兵衛若旦那 -熊谷-」（1985年10月7日） - 三国屋

  - 第17部 第14話「馬が蹴散らす悪企み -琴平-」（1987年11月30日） - 寅造
  - 第18部 第24話「黄門様は行方不明 -水口-」（1989年2月27日） - 蒲田竜山
- ウルトラマン80 第29話「怪獣帝王の怒り」（1980年、TBS / 円谷プロ） - 山川
- 噂の刑事トミーとマツ （TBS / 大映テレビ）
  - 第17話「キン好きトミ好き、マツ嫌い」（1980年） - 寿司屋
  - 第61話「雨降るボトル! トミマツ死の恐怖!!」（1981年） - 高崎
  - 第69話「トミー失神! マツの死を呼ぶ警察手帳」（1982年）- スリの伊東
- 悪党狩り（1980年 - 1981年、12ch / 松竹 / 藤映像コーポレーション） - 銀蔵
- ライオン奥様劇場・新・子育てごっこ（1981年、CX / NMC）
- 3年B組貫八先生（1982 - 1983年、TBS） - 曾根田豊の父
- 文吾捕物帳 第26話「ろくでなしの涙」（1982年、テレビ朝日 / 三船プロ）
- 鬼平犯科帳 第3シリーズ 第8話「白と黒」（1982年、テレビ朝日 / 中村プロ / 東宝）- もんどりの亀太郎
- 源九郎旅日記 葵の暴れん坊 第27話「さらば湯の町残侠伝」（1982年、テレビ朝日 / 東映） - 半助
- 暴れん坊将軍II 第14話「文金島田の泣き上戸」（1983年、テレビ朝日） - 源平
- 土曜ワイド劇場「森村誠一の高層の死角」（1983年、テレビ朝日 / 東映）
- ザ・ハングマン4 第13話「強盗ガードマンを人間パチンコではじく!」（1984年、朝日放送 / 松竹芸能） - 石川武雄
- 西部警察 PART-III 第38話「長さんと泥棒」（1984年、テレビ朝日 / 石原プロモーション） - 日下寅吉
- 流れ星佐吉 第3話「愛しい女の大願望」（1984年、関西テレビ / 松竹）
- 破獄（1985年4月6日、NHK総合） - 秋田刑務所保安課長
- ただいま絶好調!（1985年、テレビ朝日 / 石原プロモーション）- 秋本巡査
- 遊びじゃないのよ、この恋は（1986年、TBS / 大映テレビ）- 船戸権造
- 月曜ワイド劇場「女が会社で上司いびりを始めるとき」（1986年、テレビ朝日 / 東映）
- 銀河テレビ小説・まんが道（1986年、NHK総合） - 青木源助
- あぶない刑事 第12話「衝動」（1986年、日本テレビ / セントラル・アーツ） - のぞき趣味の園長
- ザ・ハングマン6 第14話「マルサも驚く脱税金強盗団!」（1987年、朝日放送 / 松竹芸能） - 小宮山新平
- 三匹が斬る!（1987年、テレビ朝日・東映）
- 江戸を斬るVII 第19話「弱虫駕籠屋の逆襲」（1987年、TBS / C.A.L） - 川獺の熊造
- 火曜サスペンス劇場「小京都ミステリー1・小京都連続殺人事件」（1989年1月24日放送、日本テレビ / 大映テレビ） - 漆太郎
- 裸の大将 第35話「蛍の里エレジー」（1989年、関西テレビ / 東阪企画） - 田村一平
- 世にも奇妙な物語「驚異の降霊術」（1991年、フジテレビ）

### 映画
- 幸せなら手をたたこう（1964年） - 田沢芳人 役
- 新・兵隊やくざ（1966年） - 上州一等兵 役
- 続・おんな番外地（1966年） - 手相見 役
- 続 浪曲子守唄（1967年） - 先生 役
- なみだ川 (1967、大映)
- 関東も広うござんす（1967年、日活）
- 喧嘩犬
- ゴキブリ部隊
- ㊙女子大生 妊娠中絶（1969年） - 荘吉 役
- 前科 仮釈放（1969年） - 警官 役
- チョットだけョ全員集合!!
- 昭和残侠伝 吼えろ唐獅子(1971年) - 渡世人　役
- 超能力だよ全員集合!!（1974年） - 玉井白山 役
- でんきくらげ（1970年）
- しびれくらげ
  - 花の特攻隊 あゝ戦友よ (1970年、日活)
- 新網走番外地 大森林の決斗
- ポルノの帝王 失神トルコ風呂（1972年）
- トラック野郎・度胸一番星（1977年）
- 落語野郎大泥棒 役
- 先生のつうしんぼ（1977年） - 正明 役

### テレビアニメ
- ワンサくん（1973年） - 玉川ネコ丸 役

### 劇場アニメ
- アンデルセン物語（1968年） - 町長 役[3]

### 海外アニメ
- トムとジェリー
- ドルーピー - ドルーピー〈2代目〉

### 人形劇
- ひょっこりひょうたん島 - しゅう長
- 飛べ!孫悟空 - 大ガマ大王

### バラエティ
- 夢であいましょう（NHK総合）
- 歌のグランド・ショー（NHK総合）
- シャボン玉ホリデー（日本テレビ）
- てなもんや三度笠（朝日放送）
- 元祖どっきりカメラ（日本テレビ）
- ドリフ大爆笑（フジテレビ）

### CM
- ロッテ電子工業 ホカロン（1983年）
- 興和 キャベジンコーワ

### レコード
- ドナルドの西部の保安官（1964年） - ピート[4]

## 作詞
- 「指宿音頭」（歌唱：千代田真、作曲：竹田喬）作詞第1作
- 「ふるさと慕情」（歌唱：ばってん荒川、作曲：弦哲也）
- 「こんな男に誰がした」（作詞・作曲・歌唱を担当、自伝的作品）
- 「タクシー行進曲」（歌唱：牧伸二・森光子、作曲：佐伯一郎）
- 「冬の海」（歌唱：村田英雄、作曲:岬司郎）
- 「北情話」（作曲・歌唱：佐伯一郎）
- 「新宿無情」（歌唱：伊東剣、作曲：弦哲也）
- 「玄海灘の虎」（歌唱：岡崎二郎、作曲:岬司郎）
- 「夜の蝶」（作曲：平和勝次、共作）
- 「生きてるだけの女」（歌唱：藤圭子）
- 「母のなみだ」（歌唱：二葉百合子）

## 著書
- 『おとぼけ一代―ボクの泣き笑い二十年』日本文芸社、1967年
- 『タマリョウのぶっちゃけ放談』弘済出版社こだまブック、1976年
- 『ふりむけば、ひとの愛―芸能生活四十年、知られざるエピソードとほのぼの交遊録』日本文芸社、1991年

## 弟子
- 玉川長太
- アレキサンダー一世・二世（一世が弟子に二世は後のルーキー清二）
- 千代田真